# 灌丛润楠
灌丛润楠（学名：Machilus dumicola）为樟科润楠属下的一个种。